# بارنس‌سیتی (آیووا)
بارنس‌سیتی (به انگلیسی: Barnes City) شهری در ایالت آیووا کشور ایالات متحده آمریکا است که جمعیت آن در سرشماری سال ۲۰۱۰ میلادی، ۱۷۶ نفر بوده‌است.